# Пёнтас, Чеслав
Чеслав Пёнтас (пол. Czesław Piątas; род. 20 марта 1946 года) — польский генерал, бывший начальник Генерального штаба польской армии, один из авторов плана модернизации вооруженных сил Польши, один из архитекторов интеграции вооруженных сил Польши со структурами НАТО.

## Биография
Чеслав Пёнтас родился 20 марта 1946 года в городе Хаузах, Германия. В 1968 году окончил школу офицеров в Познани. В 1971 году ему было присвоено звание первого лейтенанта (porucznik), а в следующем году принял командование  танковой ротой. В 1975 году присвоено звание капитана. В 1978 году он стал начальником штаба, заместителем командира 3-го танкового полка 11-й дивизии.
В дальнейшем служил на различных командных должностях. С 1980 по 1986 год был командиром танкового полка, начальником штаба, заместителем командира 10-й бронетанковой дивизии.
После окончания в 1982 году в Советском Союзе Академии Генерального штаба  занимал должность директора G-3 в штабе Силезского военного округа, затем был начальником 4-й механизированной дивизии. В 1992 году Пёнтасу присвоено звание генерала бригады (generał brygady). С 1993 года служил в штабе Силезского военного округа, затем занимал должность начальника штаба Варшавского военного округа. В 1996 году он был назначен начальником оперативно-стратегического отдела Генерального штаба Вооруженных сил Польши.
В 1999 году Чеслав Пёнтас окончил Национальный военный колледж США и был назначен заместителем начальника Генерального штаба Вооруженных сил Польши. В августе 1999 года стал  генерал-майором. 28 сентября 2000 года был назначен начальником Генерального штаба Вооруженных Сил Польши с присвоением звание генерал-лейтенанта (сменил Генрика Шумского).
15 августа 2002 года получил звание генерала. В январе 2008 года стал заместителем Министра обороны Дональда Туска.

## Семья
Генерал Пёнтас женат на Дануте. У них двое детей.

## Награды
- Орден Возрождения Польши
  - III степени (командорский крест, 2001)[1]
  - IV степени (офицерский крест)
  - V степени (кавалерский крест)
- Крест Заслуги
  - Золотой крест
  - Серебряный крест
- Медаль «Вооружённые силы на службе Родине»:
  - Золотая медаль
  - Серебряная медаль
  - Бронзовая медаль
- Золотая медаль «За заслуги при защите страны»
- Орден «Легион почёта» степени шеф-командора (США)
- Орден Почётного легиона степени кавалера (Франция)
- Крест первой степени «За заслуги» (Чехия)